# Einsiedlerkönigreich
Einsiedlerkönigreich ist die abwertende Bezeichnung für ein Land oder eine Gesellschaft, das sich tatsächlich oder im übertragenen Sinne von der Außenwelt abkapselt. Korea wurde im englischen Sprachraum häufig während der letzten Phase der Joseon-Dynastie als „hermit kingdom“ (Einsiedlerkönigreich) bezeichnet.
Heute wird der Begriff des Öfteren auf Nordkorea angewendet. Als weitere aktuelle Beispiele werden Turkmenistan, Eritrea, Belarus und das Islamische Emirat Afghanistan unter den Taliban genannt. Doch auch Staaten wie Bhutan, Oman, Tibet, Ladakh und die Sozialistische Volksrepublik Albanien unter Enver Hoxha sind aufgrund der Abneigung ihrer Regierungen, mit dem Ausland in einen Dialog zu treten, als Einsiedlerkönigreiche bezeichnet worden.